# Домінік Віндіш
Домінік Віндіш (італ. Dominik Windisch; нар. 6 листопада 1989 ) — італійський біатлоніст, бронзовий призер Олімпійських ігор в Сочі 2014 в змішаній естафеті, чемпіон світу та призер  чемпіонатів світу з біатлону, учасник та призер етапів кубка світу з біатлону, бронзовий призер чемпіонату світу серед юніорів 2008 року в естафеті. Молодший брат італійського біатлоніста Маркуса Віндіша.

## Виступи на Олімпійських іграх
| Рік  | Місце проведення | Інд | Спр | Пр | МС | Ест | ЗЕ |
| 2014 | Сочі             | 65  | 11  | 25 | 25 |     | 3  |

## Виступи на чемпіонатах світу
| Рік  | Місце проведення     | Інд | Спр | Пр | МС | Ест | ЗМ |
| 2011 | Ханти-Мансійськ      | 56  |     |    |    |     |    |
| 2012 | Рупольдінг           |     | 68  |    |    | 4   |    |
| 2013 | Нове Место-на-Мораві | 18  | 58  | 33 |    | 7   | 4  |

## Кар'єра в Кубку світу
- Дебют в кубку світу — 8 березня 2011 року в індивідуальній гонці в Ханти-Мансійську — 56 місце.
- Перше попадання в залікову зону — 26 листопада 2011 року в спринті в Естерсунді — 23 місце.
- Перше попадання на розширений подіум — 5 березня 2013 року в спринт в Сочі — 5 місце.
- Перший подіум — 5 січня 2012 року в естафеті в Обергофі — 1 місце.
- Перша перемога — 5 січня 2012 року в естафеті в Обергофі — 1 місце.

## Загальний залік в Кубку світу
- 2011–2012 — 77-е місце (30 очок)
- 2012–2013 — 39-е місце (201 очко)

## Статистика стрільби
| № п/п | Сезон     | Загальна        | Індивідуальна гонка | Спринт         | Гонка переслідування | Мас-старт  | Естафета      |
| ----- | --------- | --------------- | ------------------- | -------------- | -------------------- | ---------- | ------------- |
| 1     | 2010-2011 | 76,7% (23/30)   | 80,0% (16/20)       | 70,0% (7/10)   | 0,0% (0/0)           | 0,0% (0/0) | 0,0% (0/0)    |
| 2     | 2011-2012 | 67,8% (181/267) | 70,5% (28/40)       | 66,3% (53/80)  | 65,0% (52/80)        | 0,0% (0/0) | 71,6% (48/67) |
| 3     | 2012-2013 | 78,3% (285/364) | 85,0% (51/60)       | 75,0% (75/100) | 75,8% (91/120)       | 0,0% (0/0) | 81,0% (68/84) |